# Nyköpings BIS
Nyköpings BIS, eller Bissarna, är en sportklubb i Nyköping i Södermanland. BIS är en förkortning för Boll- och IdrottsSällskap och förkortades inledningsvis även som BoIS. Föreningen bildades 1966 genom en sammanslagning av  Nyköpings SK och Nyköpings AIK som var de ledande lagsportklubbarna i Nyköping som tampades i flera grenar.
Nyköpings BIS bedriver idag friidrott och fotboll. Herrlaget spelar i division 2 och har som bäst spelat i gamla division II åren 1971–1980. Serien var då Sveriges näst högsta division. Nyköpings BIS bedriver också en ungdomsverksamhet med cirka 600 aktiva ungdomar. Klubben har från och till även haft ett damlag.
Nyköpings BIS bedrev även ishockey fram till 1990 då ishockeysektionen gick samman med IK Nyköpings HL och bildade en självständig förening med namnet IK Nyköpings Hockey som gick i konkurs 2014.

## Spelare

### Spelartrupp
| Nr | Land    | Pos | Namn                          |
| -- | ------- | --- | ----------------------------- |
| 1  | Sverige | MV  | Elis Jäger                    |
| 2  | Sverige | F   | Melker Lönn                   |
| 4  | Chile   | F   | Roman Tello                   |
| 5  | Sverige | F   | Mohammed Wahap                |
| 6  | Sverige | MF  | Robert Andbjer                |
| 7  | Sverige | MF  | Naod Teklebrhan Ghebrekristos |
| 8  | Sverige | MF  | Rasmus Holmberg               |
| 9  | Sverige | A   | Albin Aljic                   |
| 11 | Sverige | MF  | Serder Hamo                   |

| Nr | Land    | Pos | Namn                    |
| -- | ------- | --- | ----------------------- |
| 12 | Sverige | F   | Gustav Guimaraes Möller |
| 13 | Sverige | F   | Pontus Nordenberg       |
| 14 | Sverige | A   | Elliot Nilsson          |
| 15 | Sverige | A   | Morris Blom             |
| 17 | Sverige | MF  | Azali Amiri             |
| 21 | Sverige | MF  | Markus Holm             |
| 22 | Sverige | MF  | Hans Koffi Roux         |
| 26 | Sverige | MF  | Sam Rosén               |
| 30 | Sverige | MF  | Lukas Selander          |

### Profiler
- Roger Landström, född 1946, av många ansedd som Nyköpings bästa fotbollsspelare genom tiderna. Given i juniorlandslaget. Värvades till AIK där skador satte stopp för karriären. En höjdpunkt kan ha varit de sju målen hemma mot Motala AIF i division 3 1970, en match som i praktiken säkrade seriesegern och uppflyttning till division 2, Sveriges då näst högsta serie (1).
- Peter Berggren, född 1968, gick sedermera till Hammarby IF där han kom att göra sex säsonger på Söderstadion (162 matcher och 27 mål) innan han gick vidare för att avsluta karriären med att föra upp Enköpings SK i Allsvenskan i början på 2000-talet.
- Björn Anklev, född 1979, spelaren som efter omskolning från back till forward gick vidare till Halmstads BK där hans allroundförmåga kom väl till pass. Spelade senare i BK Häcken och Örgryte IS.
- Dago Funes, född 1983, kom fram som målspottare hos Bissarna innan IFK Norrköping fick upp ögonen för den då 21-årige anfallaren. Återvände till Bissarna efter några år, återfinns sedan 2018 i Hargs BK.
- Fredrik Holster, född 1988, är en spelare som spelat för BK Häcken och Gif Sundsvall i Allsvenskan. Dessutom har han deltagit i några ungdomslandskamper för Sverige.
- Adam Lundqvist, född 1994, U21-landslagsman med över 100 allsvenska matcher för IF Elfsborg och som numera tillhör Houston Dynamo i amerikanska MLS.
- Pontus Nordenberg, född 1995, Ålberga GIF-fostrad som åter spelar i klubben efter allsvenskt spel med Åtvidabergs FF och spel på Island med Víkingur Ólafsvík.
- Rami Kaib, född 1997, fostrad i IFK Nyköping ytterback som efter ungdomsår i BIS via allsvenska IF Elfsborg sedan 2021 spelar i holländska Herenveen.

## Ekonomi
Genom åren har Nyköpings BIS haft en relativt stabil ekonomi. Detta beror på att man ser alla ungdomslag som i stort sett fristående från herrlaget. Herrlagets största sponsorer har under en lång period varit Peab, Saab, Max Hamburgerrestauranger, Sörmlands Sparbank och Miltronic AB, medan ungdomslaget helt på egen hand fått tjäna pengar genom egna sponsorer och andra evenemang, till exempel turneringar och försäljning av Bingolotter
År 2006 fick föreningen dessutom ett ekonomiskt uppsving då Peab valde att bygga om arenan, som tidigare gick under namnet Rosvalla-hallen, nu under namnet Peab Arena.